# Corallofungus hatakeyamanus
Corallofungus hatakeyamanus é uma espécie de fungo pertencente à família Hydnaceae.